# باشگاه فوتبال کی-الکتریک
باشگاه فوتبال کی-الکتریک که معمولاً با نام کی-الکتریک یا به اختصار کی‌ای شناخته می‌شود، به عنوان بخش فوتبال کی-الکتریک فعالیت می‌کرد. این باشگاه در لیگ برتر پاکستان بازی می‌کرد. ورزشگاه خانگی این باشگاه که در کراچی، سند واقع شده بود، ورزشگاه فوتبال مردم بود. رنگ‌های باشگاه که در نشان و لباس آنها منعکس شده بود، آبی و نارنجی بودند.